# Terminalia tropophylla
Terminalia tropophylla är en tvåhjärtbladig växtart. Terminalia tropophylla ingår i släktet Terminalia och familjen Combretaceae.

## Underarter
Arten delas in i följande underarter:
- T. t. palmarum
- T. t. tropophylla
- T. t. menabeensis